# A Stroll in the Pork
A Stroll in the Pork – pierwszy minialbum formacji PIG, wydany w 1992 roku. W Japonii został wydany w 1998 roku. Wszystkie wydania zawierają dwie wersje utworu "Hello Hooray", który jest coverem piosenki Alice Coopera.

## Lista utworów
Wydanie brytyjskie
1. "Death Rattle 'n' Roll" – 4:56
2. "Hello Hooray" (Extra Large) – 4:34
3. "Sondero Luminoso" – 5:05
4. "Gravy Train" (Revisited) – 3:45
5. "Watts" – 5:45
6. "Hello Hooray" (Regular) – 5:12

Wydanie amerykańskie
1. "Hello Hooray" (Extra Large) – 4:36
2. "Death Rattle 'n' Roll" – 4:56
3. "High Protein" – 4:50
4. "Gravy Train" (Revisited) – 3:40
5. "Sondero Luminoso" – 5:06
6. "Sick City" (na żywo) – 4:17
7. "Watts" – 5:44
8. "Hello Hooray" (Regular) – 5:11

Wydanie japońskie
1. "Death Rattle 'n' Roll" – 4:56
2. "Gravy Train" (Revisited) – 3:41
3. "Sondero Luminoso" – 5:08
4. "Hello Hooray" (Regular) – 5:13
5. "Sick City" (na żywo) – 4:17
6. "Infinite Power" – 4:07
7. "Watts" – 5:46
8. "Veterano" – 4:47
9. "High Protein" – 4:51
10. "Hello Hooray" (Extra Large) – 4:35